# Kansui

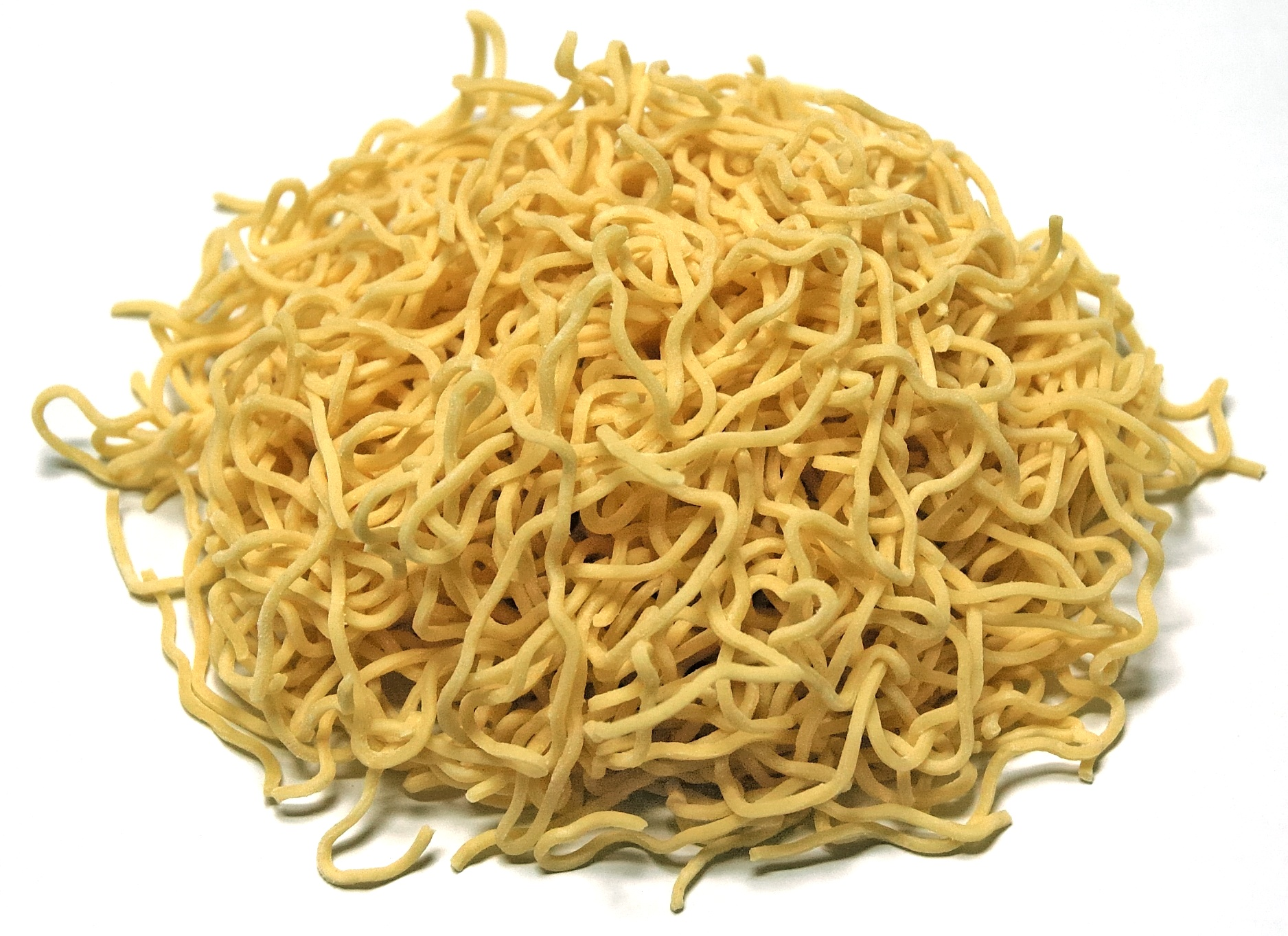
Fideos ramen frescos

El kansui es un tipo de agua que contiene altas concentraciones de carbonato de potasio, carbonato de sodio y una ligera cantidad de ácido fosfórico. Se utiliza para cocinar, especialmente en Japón, siendo uno de los principales ingredientes del ramen, que obtiene su peculiar color amarillo gracias a la composición química del kansui.
- Datos: Q9017170